# Argeo
En la mitología griega, Argeo (en griego antiguo: Ἀργεύς, Argeús) fue uno de los reyes de Argos, hijo de Megapentes y padre de Anaxágoras.  En un escolio se nos dice que Capaneo desciende de él.  Se dice que en el reinado de su hijo Anaxágoras atacó la locura a las mujeres, que salían de sus casas y vagaban por el campo, hasta que Melampo, hijo de Amitaón, hizo cesar su enfermedad.  Argeo es un personaje oscuro y algunas tradiciones lo obvian, haciendo a Anaxágoras hijo directamente de Megapentes. 

| Predecesor: Megapentes | Reyes de Argos | Sucesor: Anaxágoras |